# Poxantla
Poxantla är en ort i Mexiko.   Den ligger i kommunen Tamazunchale och delstaten San Luis Potosí, i den sydöstra delen av landet, 210 km norr om huvudstaden Mexico City. Poxantla ligger 916 meter över havet och antalet invånare är 309.
Terrängen runt Poxantla är kuperad åt nordost, men åt sydväst är den bergig. Poxantla ligger uppe på en höjd. Runt Poxantla är det tätbefolkat, med 476 invånare per kvadratkilometer. Närmaste större samhälle är Tamazunchale, 9,1 km öster om Poxantla. I omgivningarna runt Poxantla växer i huvudsak städsegrön lövskog.